# كلارا إميليا سميت
كلارا إيميليا سميت (بالسويدية:Clara Emilia Smitt ) هي طبيبة وكاتبة سويدية، وُلدت في الرابع من يناير لعام 1864 في العاصمة السويدية ستوكهولم وتُوفيت في الثالث عشر من يناير لعام 1928 في ستوكهولم عن عمر يناهز الرابعة والستين عامًا. تولت كلارا إدارة مصحة سالتسجوبادن الواقعة في سالتسجوبادن.

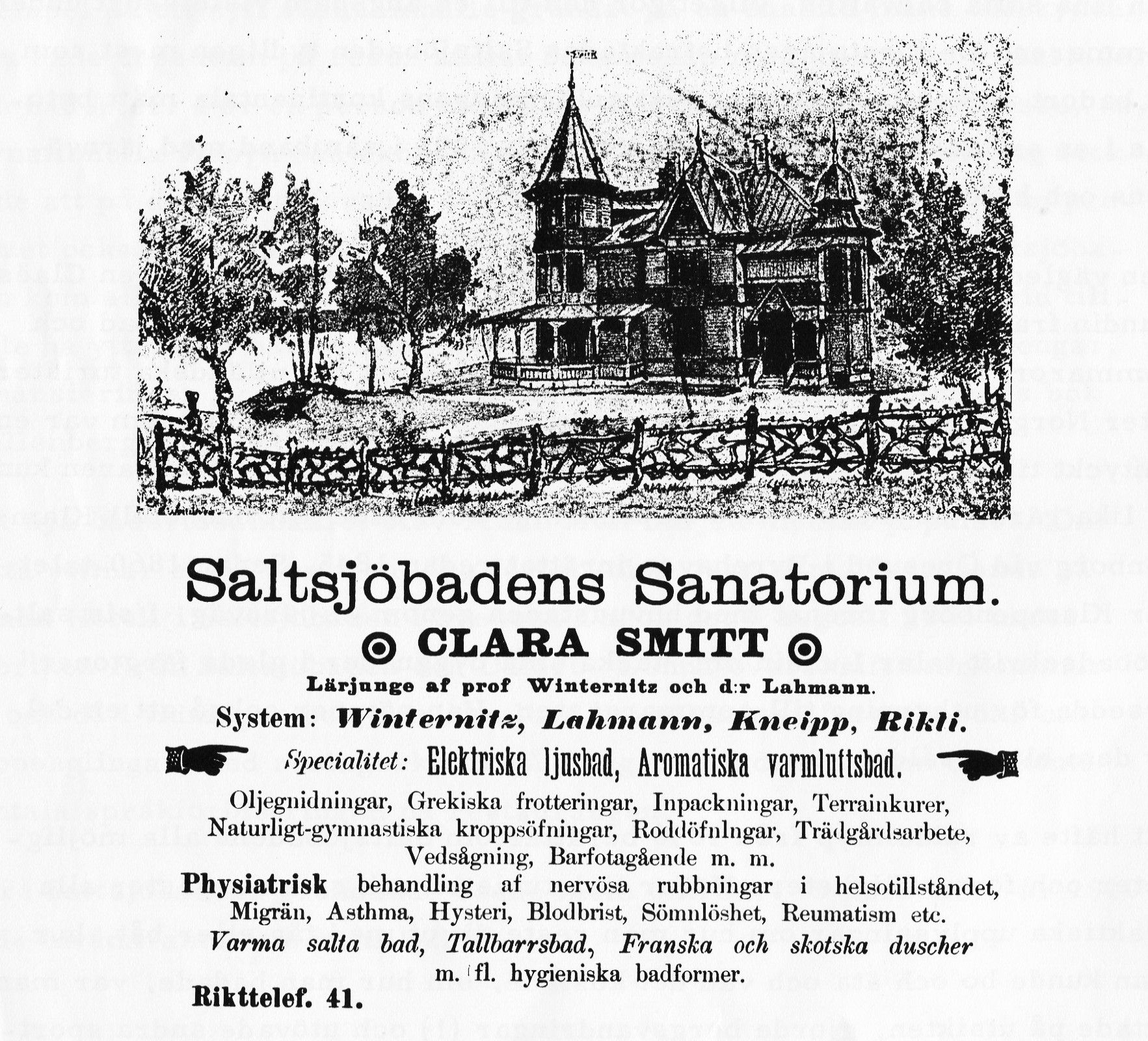
مصحة سالتسجوبادن عام 1896

## حياتها
وُلدت كلارا في ستوكهولم، و كانت طفلة مُتبناه للسيدة كلارا جوسيفينا جوستافسون التي كانت تعمل خادمة. سُجلت كلارا كطالبة بحلول عام 1980، و تدربت كممرضة وأتمت دراستها وتخرجت من صفها في عام 1892. في عام 1895 انتقلت إلى مدينة سالتسجوبادن في ناكا والتي كانت حديثة الإنشاء آنذاك، وفي الأول من مايو أنشأت كلارا مصحة سالتسجوبادن في فيلا تُسمى فيلا مالمسكا. عملت كممرضة في عام 1897 خلال الحرب العثمانية اليونانية، و في عام 1899 نالت ميدالية الصليب الأحمر تقديرًا لجهودها خلال الحرب، و قد تسلمت الميدالية من ملكة اليونان أولغا كونستانتينوفنا.
اجتازت كلارا امتحان حول العلاج بالماء لتتلقى فيما بعد تدريبًا على يد الطبيب النمساوي فيلهيلم فينترنيتس، وقد درست أيضًا في الخارج الطب أينما أصبحت مهتمة بوسائل الصحة الحديثة بما فيها العلاج بالماء والعلاج بالضوء. أرادت كلارا تطبيق معرفتها في السويد وكانت تؤمن أن الأمراض والآلام لا يمكن علاجها بالأدوية فحسب بل أيضًا بعادات صحية مثل الحمية الغذائية والتمارين الرياضية والاستحمام بطرق مختلفة.

## حياتها العملية
تُعد كلارا من أولى الناشطات السويديات في مجال حقوق المرأة فقد كتبت مقالات حول هذا الأمر في مجلة إيدون (Idun)، كما أنها اصدرت كتاب مناصب المرأة في المجتمع: ملاحظات قليلة حول قضايا اجتماعية معاصرة (Kvinnans ställning i samhället: några inlägg i nutidens sociala spörsmål ). و في عام 1898 أصدرت مجلة هيليوس (Helios) وهي مجلة لرفاهية الروحانية والجسمانية وقد أُصدرت في سبعة إصدرارات.
تزوجت بايرلاند درايسيليوس في عام 1898 ثم غيرت اسمها ليُصبح كلارا سميت درايسيليوس.

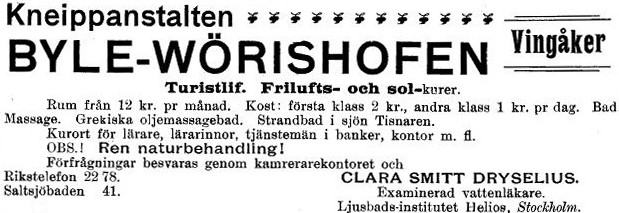
صورة لإعلان لمنتجع باليلي ورشهوفن عام 1900

في عام 1902 أغلقت كلارا عملها في سالتسجوبادن بسبب ظروف اقتصادية صعبة و في شهر ديسمبر من العام ذاته انتقل الزوجان إلى فينوكر في مقاطعة سودرمانلاند و هناك أقاما مشروع منتجع صحي للعلاج بالمياه يُدعى باليلي ورشهوفن (Byle-Wörishofen). و في عام 1903 أنشأت معهد هيلوس للعلاج بالضوء في ريددارجاتن في ستوكهولم  و في عام 1911 أعلنت مجلة دانجي (Dagny ) بأنها طبيبة سباحة في معهد الضوء الكهربائي. كانت تدير في عام 1918 عيادة للتدليك والعلاج بالضوء. تُوفيت كلارا في الثالث عشر من يناير لعام 1928 و دُفن جثمانها في العشرين من يناير لعام 1928.